# Riverdale (New Jersey)
Pour les articles homonymes, voir Riverdale.
Riverdale est un borough situé dans le comté de Morris, dans l'État du New Jersey, aux États-Unis.